# AN/SLQ-32

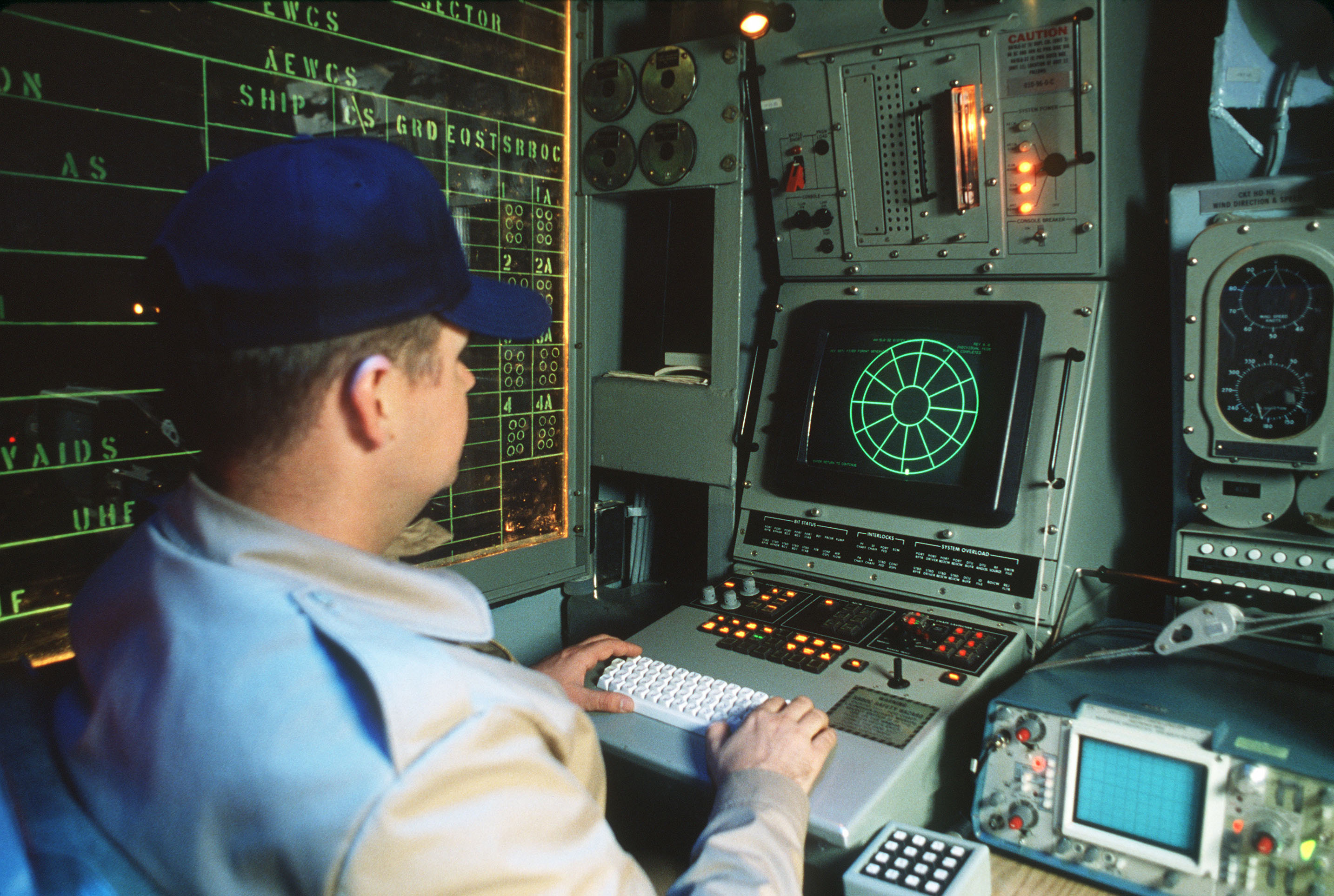
戦艦「アイオワ」のSLQ-32操作端末

AN/SLQ-32は、レイセオン社が開発した電子戦装置。電子戦支援（ESM）機能のみのモデルと、電子攻撃（ECM）機能を有するモデルがあり、アメリカ海軍およびアメリカ沿岸警備隊の艦船に広く搭載されている。

## 来歴
アメリカ海軍は、1960年代よりAN/WLR-1電波探知装置を運用してきた。またソビエト連邦軍がK-10S（AS-2「キッパー」）空対艦ミサイルやP-15（SS-N-2「スティクス」）艦対艦ミサイルなど対艦ミサイルの配備に着手したことから、1960年代末から1970年代初頭にかけて、さらにAN/WLR-3レーダー警報受信機（RWR）やAN/ULQ-6電波妨害装置（ECM）が追加された。その後、AN/WLR-1およびAN/ULQ-6が改良を重ねると共に、新型のESMとしてAN/WLR-8、RWRとしてAN/WLR-11、またECMとしてはAN/SLQ-17, 22, 23, 24, 26が順次に開発・配備され、とくにAN/WLR-8とAN/SLQ-17は、空母向けの統合電子戦装置としてAN/SLQ-29を構成していた。しかし、1967年に発生したエイラート撃沈事件は、アメリカ海軍の電子戦体制に大きな衝撃を与えた。エイラート事件後に行なわれた研究により、当時のシステムでは、対艦ミサイルの接近を十分に早く探知できず、有効な対処手段を講じえないことが明らかとなった。
1972年、アメリカ海軍作戦部長は、新しい電子戦装置として、DPEWS（Design-to-Price Electronic Warfare System）の開発を認可した。ヒューズ社のAN/SLQ-31とレイセオン社のAN/SLQ-32が候補となったが、近距離での探知能力が評価されて、1977年5月には、最初の契約がレイセオン社との間に締結された。1979会計年度において初期作戦能力（IOC）の達成が宣言され、1979年7月には「オリバー・ハザード・ペリー」にSLQ-32(V)2が搭載された。

## 設計

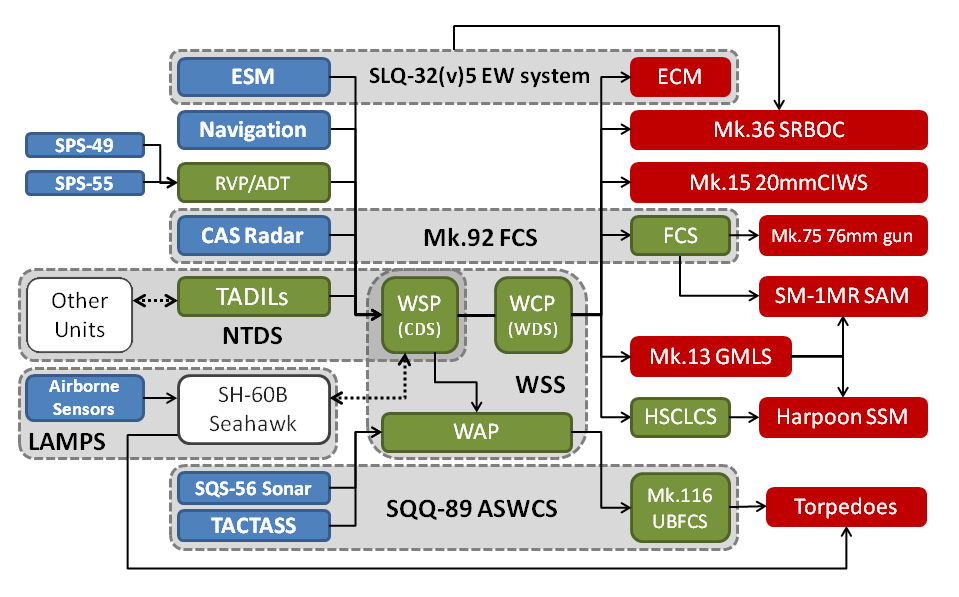
SLQ-32は艦の戦闘システムと緊密に統合されている（シェーマはFFG-7級の例）

AN/SLQ-32はモジュラー設計を採用しており、艦種・大きさなどに応じて複数のバリエーションが配備されている。
主たるアンテナは、直方体の1つの面の平行な2辺を切り落とした形（六角形の底面をもつ八面体）のタワー型構造に集中して配置されている。このタワー型構造はロール方向の動揺修正を施されており、通例、艦橋構造の両舷側に設置される。なお無指向性アンテナは、従来通りにマスト上に配置されている。また情報処理用として、(V)1～3ではAN/UYK-19コンピュータが用いられていた。
なお本機では、対応する周波数を下記の3つの周波数帯に区分している。
- バンド1：B〜Dバンド（0.25〜2 GHz; レーダーのPバンドからLバンドに相当）
- バンド2：E〜Iバンド（2〜10 GHz; レーダーのSバンドからXバンドに相当）
- バンド3：H〜Jバンド（6〜20 GHz; レーダーのCバンドからKバンドに相当）

### ESM
タワー型構造の両側45度の位置には、方向探知（DF）用アンテナ群が配置される。まず最上段には、バンド3の方向探知用として、66基のホーンからなるリニアアレイ・アンテナが配置される。これらが受信した信号は、ロットマン・レンズを介して17基の受信機に入力される。有効ビーム幅は5.3度である。
その下段には、バンド2の方向探知用として、38基のホーンからなるリニアアレイ・アンテナが配置される。これらが受信した信号は、別のロットマン・レンズを介して、9基の受信機に入力される。有効ビーム幅は10度である。
一方、これらの平面アンテナの間にあたるタワー型構造の正面には、準無指向性アンテナが半円筒形のレドームに収容されて配置される。また1985年にはバンド1の方向探知性能向上を目的とした改修が発注された。これによって、タワー型構造から独立して、半円柱型のレドームに覆われたレンズ・アンテナであるAS-3316が追加された。

### ECM
一方、これらのESM用アンテナ群の下方には、ECM用のアンテナが装備されることもある。これはバンド3を対象としており、35基のホーンからなるリニアアレイ・アンテナで、32本のビームを生成することができる。送信機としては合計で140本の進行波管（TWT）が用いられており、空中線電力は1メガワットに達するとされている。
動作モードとしては下記のようなものがあり、75個の目標に対して、個別にモードを指定することができる。
- 妨害
  - 連続波（CW）
- 欺瞞
  - 距離欺瞞（RGPO） - 脅威レーダーに対して距離誤差を与えるもの
  - 角度欺瞞（AGPO） - 脅威レーダーに対して角度誤差を与えるもの

また後には、電波探知装置として配備されていたSLQ-32(V)2に対してECM能力を与えるためのサイドキック改修が行われた。これはタワー型構造とは別に電波妨害装置（2面の平面アンテナを使用）を搭載するものであり、上記のようなタワー型構造に統合されたECM用アンテナよりも低出力であった。

### バージョン
SLQ-32には、用途と世代に応じて、下記のようなバージョンが存在する。
SLQ-32(V)1
もっとも単純なモデル。最上段のESMアンテナ（バンド3用）のみを搭載しており、本質的にはレーダー警報受信機（RWR）である。少数がフリゲートなど小型の艦艇や補助艦艇に搭載されていたが、ほとんどが(V)2にアップグレードされた。
SLQ-32(V)2
最上段と中段のアンテナを搭載し、電波探知装置としてはフル機能を備えるモデル。駆逐艦やフリゲートなどに搭載された。
SLQ-32(V)3
(V)2をもとに、ECM用の最下段のアンテナを追加したモデルで、巡洋艦以上の水上戦闘艦などに搭載されている。
SLQ-32(V)4
(V)3をもとに大型艦に対応して、構成サブシステムを2セットずつとしたモデルで、航空母艦などに搭載されている。
SLQ-32(V)5
(V)2をもとにサイドキック改修を施したモデル。スターク被弾事件を受けて、フリゲート級艦艇に電子攻撃機能を付与するために開発された。
SLQ-32(V)6・7
下記のSEWIP計画によって開発されたモデルであり、ブロック2が(V)6、ブロック3が(V)7と称される。

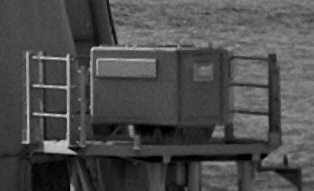
AN/SLQ-32(v)1
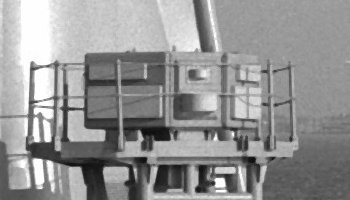
AN/SLQ-32(v)2
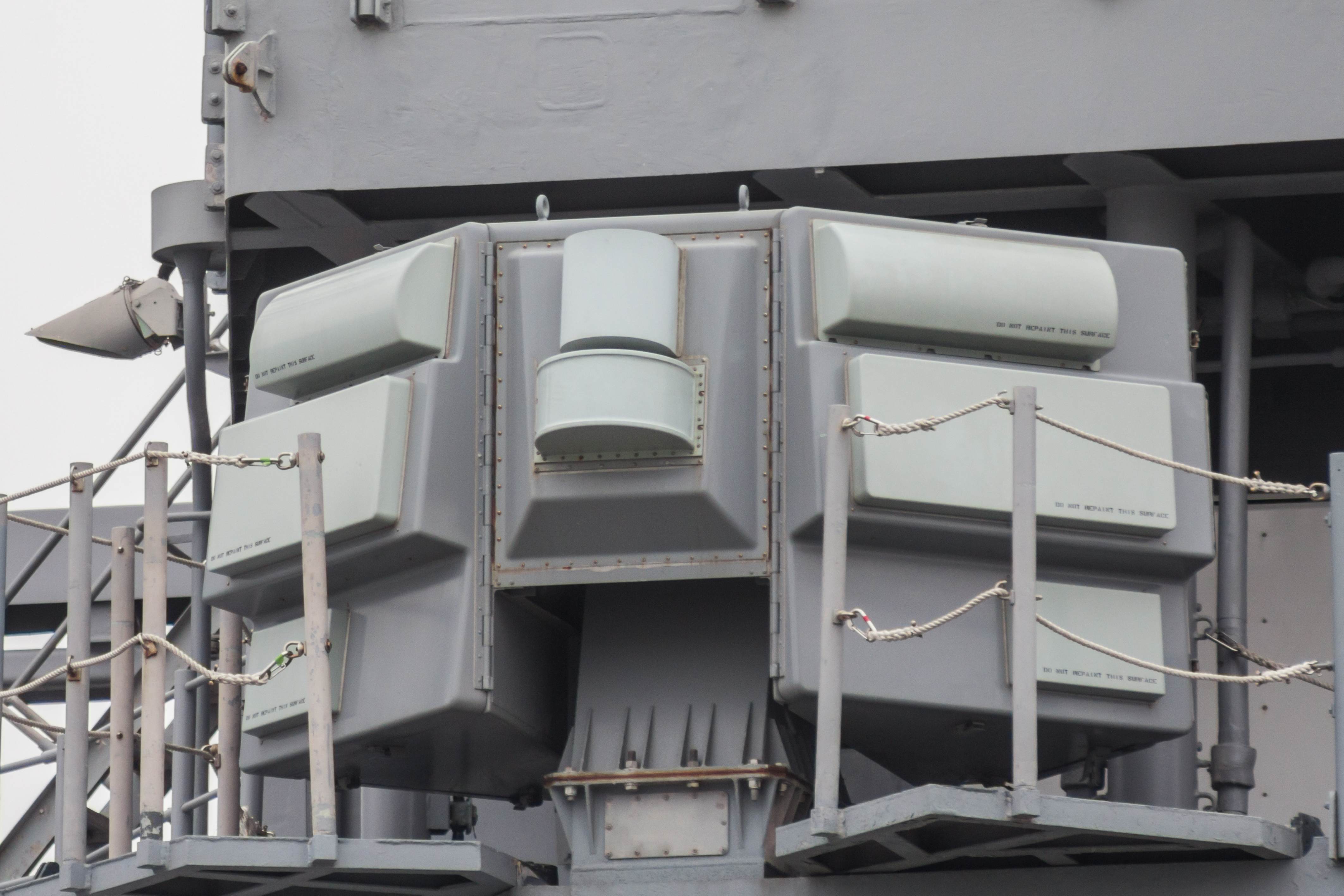
AN/SLQ-32(v)3
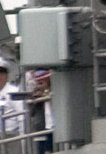
AN/SLQ-32(v)5で追加されたサイド・キック電子妨害装置

## SEWIP
上記の通り、SLQ-32(V)シリーズは水上艦用の電子戦装置として長く運用されてきたが、ロシアや中国の対艦ミサイル能力向上にともなって相対的な陳腐化が指摘されるようになったことから、1996年より、後継機を開発するためのAIEWS（Advanced Integrated Electronic Warfare System）計画が開始されて、1999年には、これによって開発されたAN/SLY-2のプロトタイプが登場した。しかしコスト超過と開発の遅延のため、2002年に計画はキャンセルされた。
これを受けて、より漸進的な計画として着手されたのがSEWIP（Surface Electronic Warfare Improvement Program）であった。本計画では、まずはSLQ-32で使用されている旧式部品を近代化することとなり、2003年にブロック1A、ついで1B1、1B2、2013年にはブロック1B3と順次に進められていった。
2014年には、SLQ-32のアンテナや受信機などを改良してESM機能を強化したブロック2、2016年にはアクティブECM機能を強化して複数目標にも同時対処可能となったブロック3が登場した。また特にインド・太平洋地域では中国による危機が増大していることから、2013年頃からは、SLQ-32(V)のECM機能を強化するためのモジュールとしてSLQ-59 TEWM（Transportable Electronic Warfare Module）の装備が進められており、これはSEWIPブロック3Tと位置づけられている。欧州・アフリカ地域の第6艦隊でも、能力強化されたSLQ-62 TEWM STF（Speed To Fleet）の装備が進められている。2024年には、「アーレイバーク級能力向上改修2.0」の一環として太平洋艦隊のミサイル駆逐艦「ピンクニー」にSLQ-32(V)7が搭載され、艦橋脇に大きな張り出しが設けられた。
SEWIPは、対艦弾道ミサイル（ASBM）を含む中国の対艦ミサイル能力向上への対抗策として重視されており、その能力向上は、ヌルカアクティブ・デコイとともに海軍作戦部長が定める優先課題に指定されている。